# Velký výlet
Velký výlet (bulharsky Голямата екскурзия) je označení masového exodu bulharských Turků v létě 1989. Týkal se asi 360 000 lidí, kteří byli nuceni rychle opustit své domovy a hledat útočiště v sousedním Turecku. Od vyhnání Němců ze střední Evropy ve 40. letech 20. století šlo o největší etnickou čistku v Evropě během studené války.
Podnětem bylo prohlášení předsedy Státní rady Todora Živkova na jaře (29. května) téhož roku. Hlavním poselstvím Todora Živkova, jenž byl v té době faktickou hlavou státu v podmínkách totalitní vlády komunistického Bulharska, bylo, aby Turecko otevřelo své hranice bulharským občanům, kteří si přejí emigrovat a kterým to bude umožněno. Prohlášení bylo vysíláno na státních kanálech rozhlasu a televize. 3. června Turecko své hranice otevřelo, čímž vznikla v letních měsících roku 1989 rozsáhlá migrační vlna, která však trvala jen do 21. srpna, kdy ho obrovský proud lidí donutil hranici znovu uzavřít. V oficiálním stanovisku bulharských úřadů k masovému exodu bulharských Turků a muslimů se používalo slovo „výlet“ (екскурзия), což vyprovokovalo média s jistou dávkou smutné ironie k označení akce „velká exkurze“.

## Okolnosti

### Obrodný proces
V roce 1984 se ústřední výbor Bulharské komunistické strany rozhodl zavést program násilné změny jmen bulharských Turků a bulharských muslimů. Tento program byl nazýván „obrodný proces“ a v rámci něj muselo asi 850 000 Bulharů a Turků změnit svoje jména, která vycházela z arabsko-tureckého systému jmen. Kromě toho bylo ženám zakázáno nosit šaravary a mužům černé turbany. Svatby a pohřby se neměly konat podle islámských tradic. Byly zakázány oslavy hlavních muslimských svátků – svátku přerušení půstu a svátku oběti, a také bylo zrušeno právo mluvit turecky.

Přestože existuje určitá vzájemná závislost, mnoho zdrojů vyvrací myšlenku spojení mezi „obrodným procesem“ a „velkým výletem“, protože mezi těmito dvěma událostmi uplynuly čtyři roky, které prošly bez narušení a potíží. I když mezi nimi není prokázána přímá vazba, Todoru Živkovovi nebyla myšlenka masové emigrace cizí a v 1985 uvedl:
„Ale ony [turecké úřady] v otázce vystěhování kategoricky nesouhlasí. A máme zájem vysídlit 100–150 tisíc lidí.“

### Cestovní pasy
V květnu 1989 i se v Paříži konala konference Rady pro bezpečnost a spolupráci v Evropě (předchůdce OBSE) věnovaná problémům lidských práv a volnému pohybu osob přes hranice. Zástupce Bulharska Petăr Mladenov a oznámil, že jako plnění závazků přijatých Bulharskem schválilo Národní shromáždění 10. 5. 1989 změny zákonů o cestovním pasu, bulharském občanství a trestním zákonu. Zákon o cestovních pasech měl vstoupit v platnost 1. září, ale události se vyvinuly rychle a vydávání pasů bulharským Turkům začalo dříve.
Dne 29. května 1989 Todor Živkov přednesl významný projev, ve kterém zdůraznil bulharský původ Turků, ale dal jim právo vybrat si, zda opustí Bulharsko dočasně nebo natrvalo. Prohlášení bylo odvysíláno státním rozhlasem a televizí a znamenalo ostrou změnu v postoji úřadů, protože do té doby bylo bulharským Turkům rezolutně upíráno právo se takto definovat.

## Průběh
Vystěhovalecká euforie se mezi bulharskými Turky šířila propagandou, fámami, vzájemným přemlouváním a nátlakem. 3. června Turecko otevřelo své hranice, což vedlo v letních měsících roku 1989 k rozsáhlé migrační vlně. V celé společnosti se rozdmýchávaly úzkosti, nacionalistické vášně a xenofobie. Todor Živkov 7. června na setkání s politickou elitou nenechal smysl hrozícího masového exodu na pochybách:

„Nepokoje v zemi po tomto prohlášení [z 29. května] ustaly. Jsme na pokraji velké psychózy vysídlení. Jak bychom měli hodnotit tuto psychózu? Takovou psychózu potřebujeme, je vítána. Řeknu vám něco, co tajíme. Pokud z této populace neodstraníme 200–300 tisíc lidí, za 15 let přestane Bulharsko existovat. Bude to jako Kypr nebo něco podobného.“
Navzdory ujištění ze strany turecké vlády nebylo Turecko připraveno přijmout na své území velkou vlnu migrantů. Na bulharsko-turecké hranici zavládl chaos a 21. srpna byl přejezd vozidel a osob tureckými úřady zastaven. V Bulharsku nastaly ekonomické a sociální problémy, protože se zcela nebo částečně vylidnily celé vesnice a okresy. Potíže měl místní průmysl, celostátně významné průmyslové podniky a doprava, kde pracovali i bulharští Turci. Ve vylidněných oblastech byly bulharské úřady nuceny organizovat žně za pomoci brigád – vojáků a studentů. Projednávala se problematika movitého a nemovitého majetku emigrantů, dobytka, vybraných úspor, regulace vyváženého zboží a peněžních částek. Byla přijata opatření, aby obytné prostory skupovaly obce, nikoli soukromé osoby. Proti vyhnání bulharských Turků protestoval Klub na podporu glasnosti a perestrojky a 1. srpna přeložil Národnímu shromáždění protestní prohlášení v tomto duchu.
Mezi 3. červnem a 21. srpnem 1989 se podařilo emigrovat asi 360 000 bulharských občanů. Do doby, než byl Živkov zbaven moci, se ve lhůtě platnosti tříměsíčních víz do Bulharska vrátilo asi 40 000 z nich. Do konce roku 1990 se do Bulharska vrátilo přes 150 000 emigrantů.